# Палит
Палит је насељено место у саставу града Раба у Приморско-горанској жупанији, Република Хрватска.

## Историја
До територијалне реорганизације у Хрватској налазио се у саставу старе општине Раб.

## Становништво
На попису становништва 2011. године, Палит је имао 1.687 становника.

## Попис1991.
На попису становништва 1991. године, насељено место Палит је имало 1.567 становника, следећег националног састава:
| Попис 1991.‍   | Попис 1991.‍  | Попис 1991.‍ | Попис 1991.‍ | Попис 1991.‍ |
| ------------- | ------------ | ----------- | ----------- | ----------- |
|               |              |             |             |             |
| Хрвати        | Хрвати       |             | 1.441       | 91,95%      |
| Југословени   | Југословени  |             | 30          | 1,91%       |
| Срби          | Срби         |             | 27          | 1,72%       |
| Муслимани     | Муслимани    |             | 10          | 0,63%       |
| Словенци      | Словенци     |             | 6           | 0,38%       |
| Црногорци     | Црногорци    |             | 6           | 0,38%       |
| Мађари        | Мађари       |             | 3           | 0,19%       |
| Италијани     | Италијани    |             | 2           | 0,12%       |
| Македонци     | Македонци    |             | 2           | 0,12%       |
| Немци         | Немци        |             | 2           | 0,12%       |
| Украјинци     | Украјинци    |             | 1           | 0,06%       |
| неопредељени  | неопредељени |             | 23          | 1,46%       |
| регион. опр.  | регион. опр. |             | 4           | 0,25%       |
| непознато     | непознато    |             | 10          | 0,63%       |
| укупно: 1.567 |              |             |             |             |